# Nephtys caeca
Nephtys caeca är en ringmaskart som först beskrevs av Fabricius 1780.  Nephtys caeca ingår i släktet Nephtys och familjen Nephtyidae. Arten är reproducerande i Sverige. Inga underarter finns listade i Catalogue of Life.